# Apaloderma
Apaloderma is een geslacht van vogels uit de familie trogons (Trogonidae).

## Soorten
Het geslacht kent de volgende soorten:
- Apaloderma aequatoriale – Geelwangtrogon
- Apaloderma narina – Narinatrogon
- Apaloderma vittatum – Bandstaarttrogon